# پیتزای میوه‌ای
پیتزای میوه‌ای (به انگلیسی: Fruit pizza) نوعی شیرینی است که با پوسته بیسکویت پیتزا شکل، فراستینگ و رویه‌های میوه‌ای تهیه می‌شود. پیتزای میوه‌ای به دلیل طرح و نقش‌های رنگارنگ که با چیدمان پیچیده میوه‌های مختلف روی دسر ساخته می‌شود به خوبی شناخته شده‌است. پیتزای میوه‌ای به دلیل استفاده از میوه‌های تازه، اغلب به عنوان یک گزینه برای دسر سالم‌تر در نظر گرفته می‌شود.